# ناتان بادل
ناتان بادل (انگلیسی: Nathan Buddle؛ زادهٔ ۲۹ سپتامبر ۱۹۹۳) بازیکن فوتبال اهل بریتانیا است.
از باشگاه‌هایی که در آن بازی کرده‌است می‌توان به باشگاه فوتبال هارتل پول یونایتد، باشگاه فوتبال کارلایل یونایتد، باشگاه فوتبال بلیث اسپارتانس، و باشگاه فوتبال گیتزهد اشاره کرد.